# Ofensywa Rwandy w Demokratycznej Republice Konga
Ofensywa Rwandy w Demokratycznej Republice Konga rozpoczęła się 20 stycznia 2009 i została wymierzona w rwandyjskich rebeliantów skupionych wokół ugrupowania plemienia Hutu – Demokratyczne Siły Wyzwolenia Rwandy (FDLR), które są odpowiedzialne za udział w ludobójstwie w Rwandzie w 1994.
Inwazja wojsk Rwandy złożonych z członków plemienia Tutsi odbywała się za zgodą rządu Demokratycznej Republiki Konga. Zgoda Kinszasy na zbrojne wejście wojsk Rwandy o tyle budziło emocje, ponieważ w Rwanda dwukrotnie (1996 i 1998) dokonała inwazji na Demokratyczną Republikę Kongo, wymierzoną przeciw Kinszasie. Podczas walk w Kiwu między wojskami DRK a siłami Narodowego Kongresu Obrony Ludu Laurenta Nkundy, Rwanda została oskarżona przez DR Konga o wspieranie finansowe bojówek Nkundy, który twierdził, że bojownicy Hutu prześladują jego rodaków Banyamulenge (kongijski odłam plemienia Tutsi), a rząd nic nie robi, by się temu przeciwstawić. Prezydent DR Konga Joseph Kabila, był krytykowany przez naród, iż bez konsultacji z parlamentem zgodził się na wkroczenie rwandyjskich wojsk na terytorium kraju.

## Walki

### Styczeń
20 stycznia 2009 została zapoczątkowana inwazja wojsk Rwandy. Tego dnia na tereny DR Konga przedostało się 1000 żołnierzy.
Walki na dużą skalę rozpoczęły się 23 stycznia. Wtenczas na terytorium DR Konga weszło ok. 5000 ruandyjskich żołnierzy. Tego dnia w walkach zginęło 9 bojowników, a jeden kongijski żołnierz został ranny.
Początkowo wojska DR Konga wspierane były przez milicję Mai Mai wspierała, która jednak później zaczęła z nimi walczyć. 26 stycznia Mai Mai poinformowała, że zakończyła działania wojenne. Tego samego dnia Międzynarodowy Czerwony Krzyż wezwał wszystkie strony konfliktu do oszczędzania ludności cywilnej.

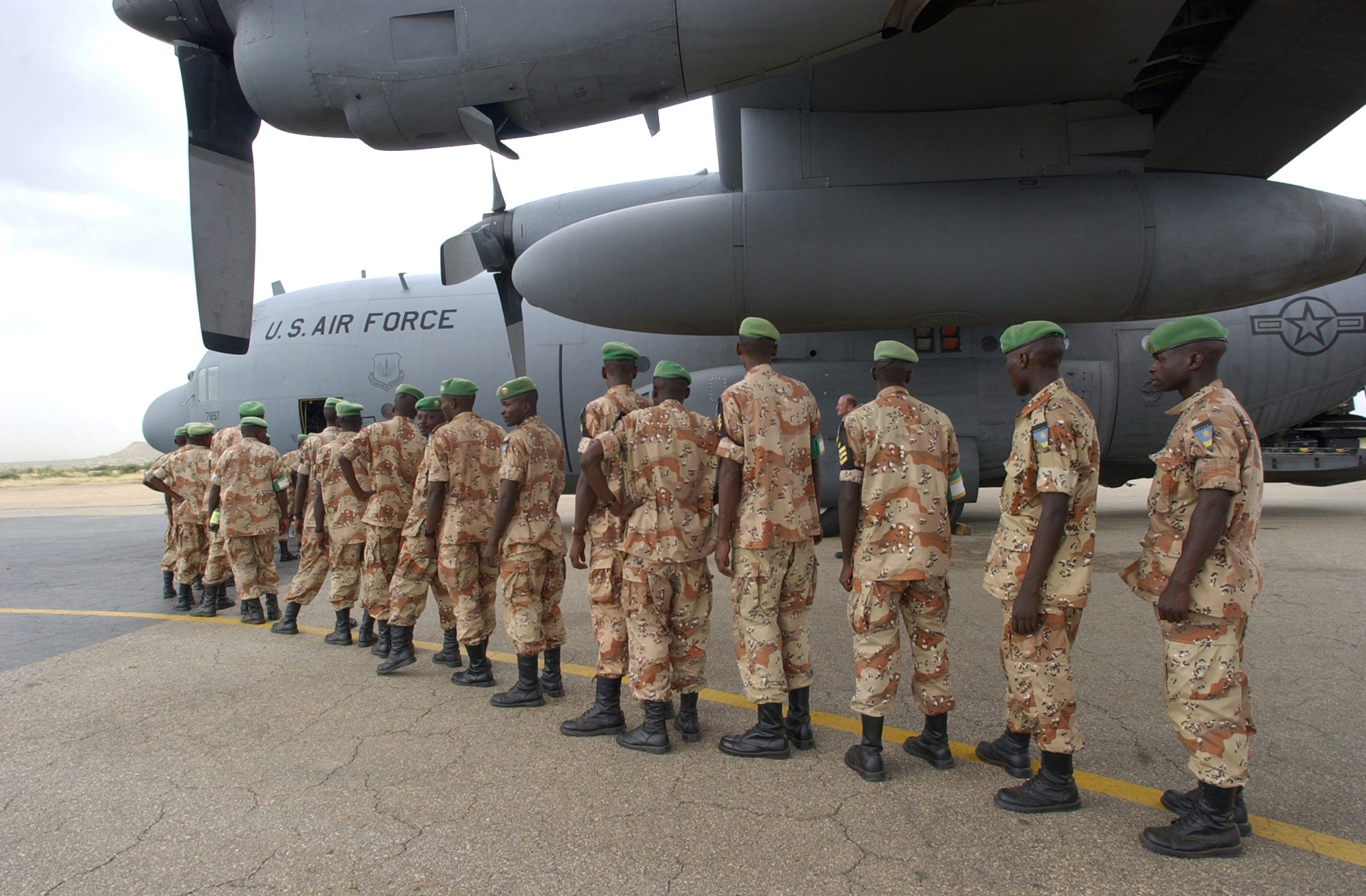
Żołnierze rwandyjscy

### Luty
11 lutego rwandyjskie radio państwowe podało, że połączona operacja doprowadziła do zniszczenia większości baz rwandyjskich rebeliantów na terytorium DRK.
Armia kongijska prowadziła także naloty na kryjówki dowódców FDLR. Najcięższe bombardowania odbywały się 75 km na północ od stolicy Kiwu – Goma oraz na płaskowyżu Masisi. W nalotach zginęło ponad 40 rebeliantów.
Kongijski generał John Numbi orzekł, że większość celów została wykonana i dlatego 25 lutego 2009 rwandyjskie wojska wyszły z terytorium DRK. Jednakże nie zniszczono wszystkich baz rebeliantów Hutu ani nie schwytano dowódców FDLR.
Nie możemy powiedzieć by problem został rozwiązany ale rebelianci Hutu zostali poważnie osłabieni, a ich potencjał znacznie zredukowany – powiedziała rwandyjska minister spraw zagranicznych Rosemary Museminali.
Rebelianci wykorzystywali cywilów jako żywe tarcze. Podczas ofensywy rwandyjsko-kongijskiej rebelianci dokonywali gwałtów i mordów na cywilach. Ocenia się, ęe bojownicy przetrwali operację, ponieważ unikali otwartej walki z wojskami kongijskimi i ruandyjskimi.
W walkach poległo ok. 250 bojowników, 8 sprzymierzonych żołnierzy i ponad 250 cywilów.
14 maja 2009 bojówki Demokratycznych Sił Wyzwoleńczych Rwandy (FDLR) dokonały masakry w miejscowości Ekingi oraz w wiosce Busurungi w prowincji Kiwu. Wówczas zamordowano ok. 100 cywilów.